# Courtney Jones
Courtney John Lyndhurst Jones, (ur. 30 kwietnia 1933) – brytyjski łyżwiarz figurowy, startujący w parach tanecznych z June Markham, a następnie z Doreen Denny. 4-krotny mistrz świata (1957–1960), 5-krotny mistrz Europy (1957–1961) oraz 5-krotny mistrz Wielkiej Brytanii (1957–1961).
Jones jest współtwórcą dwóch wzorów tańca wykonywanych przez pary taneczne: Silver Samba oraz Starlight Waltz.
W 2006 roku został członkiem Konsulatu Międzynarodowej Unii Łyżwiarskiej (ISU), a następnie prezydentem brytyjskiego związku łyżwiarskiego (ang. National Ice Skating Association, od 2018 r. pod nazwą British Ice Skating).  

## Osiągnięcia

### Z Doreen Denny
| Zawody                        | 1959           | 1960           | 1961           |                |                |                |                |                |                |                |                |                |                |                |                |                |                |
| Międzynarodowe                | Międzynarodowe | Międzynarodowe | Międzynarodowe | Międzynarodowe | Międzynarodowe | Międzynarodowe | Międzynarodowe | Międzynarodowe | Międzynarodowe | Międzynarodowe | Międzynarodowe | Międzynarodowe | Międzynarodowe | Międzynarodowe | Międzynarodowe | Międzynarodowe | Międzynarodowe |
| ----------------------------- | -------------- | -------------- | -------------- | -------------- | -------------- | -------------- | -------------- | -------------- | -------------- | -------------- | -------------- | -------------- | -------------- | -------------- | -------------- | -------------- | -------------- |
| Mistrzostwa świata            | 1              | 1              |                |                |                |                |                |                |                |                |                |                |                |                |                |                |                |
| Mistrzostwa Europy            | 1              | 1              | 1              |                |                |                |                |                |                |                |                |                |                |                |                |                |                |
| Krajowe                       |                |                |                |                |                |                |                |                |                |                |                |                |                |                |                |                |                |
| Mistrzostwa Wielkiej Brytanii | 1              | 1              | 1              |                |                |                |                |                |                |                |                |                |                |                |                |                |                |

### Z June Markham
| Zawody                        | 1956           | 1957           | 1958           |                |                |                |                |                |                |                |                |                |                |                |                |                |                |
| Międzynarodowe                | Międzynarodowe | Międzynarodowe | Międzynarodowe | Międzynarodowe | Międzynarodowe | Międzynarodowe | Międzynarodowe | Międzynarodowe | Międzynarodowe | Międzynarodowe | Międzynarodowe | Międzynarodowe | Międzynarodowe | Międzynarodowe | Międzynarodowe | Międzynarodowe | Międzynarodowe |
| ----------------------------- | -------------- | -------------- | -------------- | -------------- | -------------- | -------------- | -------------- | -------------- | -------------- | -------------- | -------------- | -------------- | -------------- | -------------- | -------------- | -------------- | -------------- |
| Mistrzostwa świata            | 2              | 1              | 1              |                |                |                |                |                |                |                |                |                |                |                |                |                |                |
| Mistrzostwa Europy            | 2              | 1              | 1              |                |                |                |                |                |                |                |                |                |                |                |                |                |                |
| Krajowe                       |                |                |                |                |                |                |                |                |                |                |                |                |                |                |                |                |                |
| Mistrzostwa Wielkiej Brytanii |                | 1              | 1              |                |                |                |                |                |                |                |                |                |                |                |                |                |                |

## Nagrody i odznaczenia
- Światowa Galeria Sławy Łyżwiarstwa Figurowego – 1986[9]
- Oficer Orderu Imperium Brytyjskiego (OBE) – 1980[10]